# ترانهاد مزدوج
در ریاضیات، ترانهادِ همیوغ یا ترانهادِ هرمیتی یک ماتریس m در n (ماتریس A) با درایه‌های همتافت (مختلط)، ماتریسی است n در m (ماتریس {\displaystyle A^{*}}) که از ترانهادن و همیوغیدن هر کدام از درایه‌هایش ساخته‌می‌شود. ترانهاد همیوغ را به شیوه ریاضی اینگونه تعریف می‌کنند:
{\displaystyle ({\boldsymbol {A}}^{*})_{ij}={\overline {{\boldsymbol {A}}_{ji}}}}
این تعریف اینگونه نیز می‌تواند گفته‌شود:
{\displaystyle {\boldsymbol {A}}^{*}=({\overline {\boldsymbol {A}}})^{\mathrm {T} }={\overline {{\boldsymbol {A}}^{\mathrm {T} }}}}
که در آن {\displaystyle {\boldsymbol {A}}^{\mathrm {T} }\,\!} نشانگر ترانهاده و {\displaystyle {\overline {\boldsymbol {A}}}\,\!} نشانگر همیوغِ همتافت است.
در رشته‌های فیزیک به ویژه فیزیکِ کوانتومی، ترانهادِ همیوغ یا ترانهاد هرمیتی را با نشانهٔ خنجر {\displaystyle A^{\dagger }} نشان می‌دهند؛ و نشانه ستاره {\displaystyle A^{*}} تنها برای نشان دادن همیوغِ همتافت است.

## نمونه
اگر
{\displaystyle {\boldsymbol {A}}={\begin{bmatrix}1&-2-i\\1+i&i\end{bmatrix}}}
سپس ترانهادِ همیوغ آن می‌شود:
{\displaystyle {\boldsymbol {A}}^{*}={\begin{bmatrix}1&1-i\\-2+i&-i\end{bmatrix}}}

## چند نکته پایه‌ای
ماتریس مربعی A با درایه‌های {\displaystyle a_{ij}}:
- ماتریس هرمیتی یا خودآبن (self-adjoint) است اگر A = A∗ یعنی {\displaystyle a_{ij}={\overline {a_{ji}}}}.
- پادهرمیتی (antihermitian) است اگر A = −A∗ یا {\displaystyle a_{ij}=-{\overline {a_{ji}}}}.
- هنجارمند (Normal) است اگر A∗A = AA∗.
- یکانی است اگر A∗ = A−1